# オタル・トゥラシビリ
オタル・トゥラシビリ（グルジア語: ოთარ ტურაშვილი、Otar Turashvili、1986年7月14日 - ）は、ルーマニアのラグビーユニオン選手。

## プロフィール
- ジョージア・トビリシ出身。
- ポジションはプロップ(PR)、フッカー(HO)。
- 身長 184cm、体重 118kg
- ルーマニア代表キャップは36（2020年6月現在）でワールドカップ2015のルーマニア代表に選ばれた[1]。

## 略歴
ブカレスト・ウルブズ、ティミショアラ・サラセンズ、ファルル・コンスタンツァ、オリンピア・ブカレストを経て、2015年、USコロミエに加入。
2019年、USコロミエを退団した。